# Caledon (fiume)
Caledon è un fiume sudafricano, che attraversa la capitale del Lesotho (Maseru) e, per un tratto, delimita il confine con il Sudafrica, nel quale attraversa la città di Ficksburg. È ricco di sedimenti che tendono a depositarsi nel lago artificiale di Welbedacht, che alimenta, e in quello di Gariep, alimentato poco più a valle dall'Orange.